# تكتل القوى الديمقراطية (موريتانيا)
تكتل القوى الديمقراطية، هو حزب سياسي في موريتانيا. يقوده أحمد ولد داداه.
في أكتوبر 2000، تم حل اتحاد القوى الديمقراطية - عهد جديد، بقيادة ولد داداه، من قبل الحكومة بزعم التحريض على العنف والإضرار بمصالح البلاد،  وعلي أنقاضه تأسس تكتل القوى الديمقراطية، وانتخب ولد داداه رئيساً له في يناير 2002.
في الانتخابات البرلمانية التي أجريت في 19 و 26 أكتوبر 2001، فاز الحزب بنسبة 5.6٪ من الأصوات الشعبية و3 مقاعد من أصل 81 مقعدًا.
أعلن ولد داداه أن الحزب هو «القوة السياسية الأكبر في البلاد» بعد الجولة الأولى من الانتخابات البرلمانية الموريتانية لعام 2006 التي أجريت في 19 نوفمبر. شارك الحزب في هذه الانتخابات كجزء من تحالف معارضة ثمانية أحزاب. وفاز بـ 15 مقعدًا من أصل 95 مقعدًا، وفي انتخابات مجلس الشيوخ التي أجريت في 21 يناير و4 فبراير 2007، حصل الحزب علي 7 مقاعد من أصل 56 مقعدًا. 
في الانتخابات الرئاسية التي جرت في 11 و25 مارس 2007، حصل مرشح الحزب ورئيسه أحمد ولد داداه علي نسبة 20.69٪ في الجولة الأولى، لكنه خسر في الجولة الثانية بنسبة 47.15٪. أمام الرئيس الراحل سيدي محمد ولد الشيخ عبد الله المدعوم من طرف قائد فرقة الحرس الرئاسي الجنرال السابق محمد ولد عبد العزيز
قال داداه في 7 مايو / أيار 2008 إن تكتل القوى الديمقراطية لن يشارك في حكومة رئيس الوزراء يحيى ولد أحمد الواقف، على الرغم من مشاورات الواقف مع أحزاب المعارضة بشأن تشكيل الحكومة.
دعم الحزب الانقلاب العسكري في 6 أغسطس 2008 ووصف ولد داداه الانقلاب بأنه «حركة تصحيح» 
شارك الحزب في الانتخابات الرئاسية لعام 2007 «التي اتسمت بالتزوير».
الحزب عضو في الاشتراكية الدولية.